# ویکتور کانفسکی
ویکتور کانفسکی (اوکراینی: Віктор Ізраїльович Каневський؛ زادهٔ ۳ اکتبر ۱۹۳۶–۲۵ نوامبر ۲۰۱۸) یک ورزشکار اهل اتحاد جماهیر سوسیالیستی شوروی است.
از باشگاه‌هایی که در آن بازی کرده‌است می‌توان به باشگاه فوتبال دینامو کیف و باشگاه فوتبال چورنومورتس اودسا اشاره کرد.
وی همچنین در تیم ملی فوتبال شوروی و تیم ملی فوتبال اوکراین بازی کرده‌است.